# Alfa Fornacis
Alfa Fornacis (α Fornacis / α For), conosciuta anche con il suo nome tradizionale di Fornacis, è la stella più luminosa della costellazione della Fornace. Di magnitudine apparente +3,85, è relativamente vicina al sistema solare, visto che si trova a 46 anni luce di distanza. Si tratta in realtà di una stella binaria, le cui componenti sono separate visualmente nel cielo da 4 secondi d'arco.

## Caratteristiche fisiche
Alfa Fornacis è un sistema binario. La principale, Alfa Fornacis A, è una subgigante bianco-gialla di classe F8IV 1,25 volte più massiccia del Sole e 4 volte più luminosa. La compagna, Alfa Fornacis B, è una nana gialla meno massiccia del Sole e con una luminosità che è la metà di quella solare; a differenza della compagna questa stella avrà ancora molti miliardi di anni di vita davanti a sé. La distanza media tra le due stelle è di 56 UA, con un periodo orbitale di 269 anni, anche se l'orbita piuttosto eccentrica le porta a variare la distanza da 15 a 97 UA.
Circa 350.000 anni fa Alfa Fornacis ebbe un incontro ravvicinato con la stella di classe A HD 17848, arrivando ad una distanza da essa di appena 0,245 anni luce